# 下庫賓區
49°12′32″N 19°17′43″E / 49.20889°N 19.29528°E

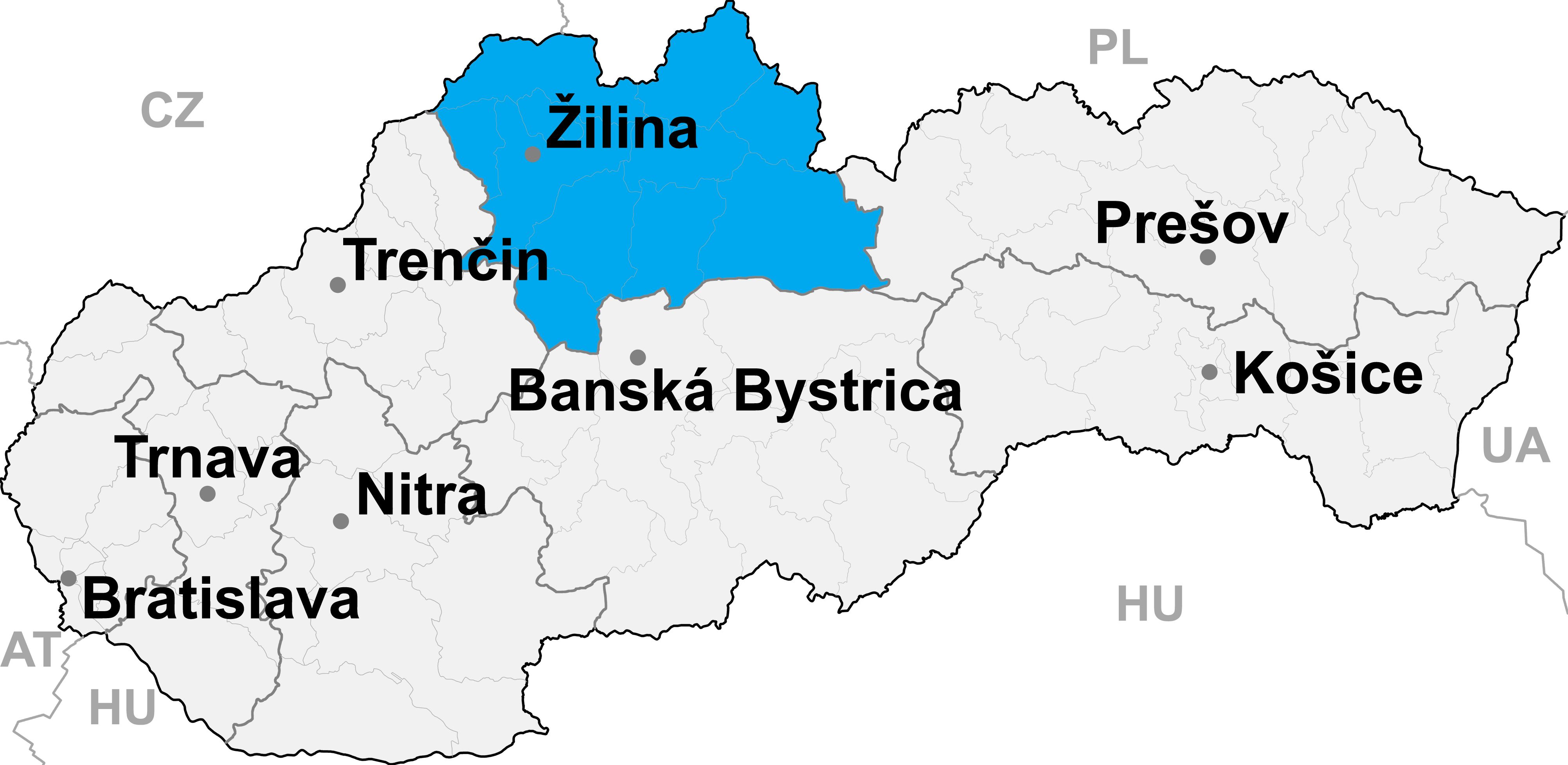

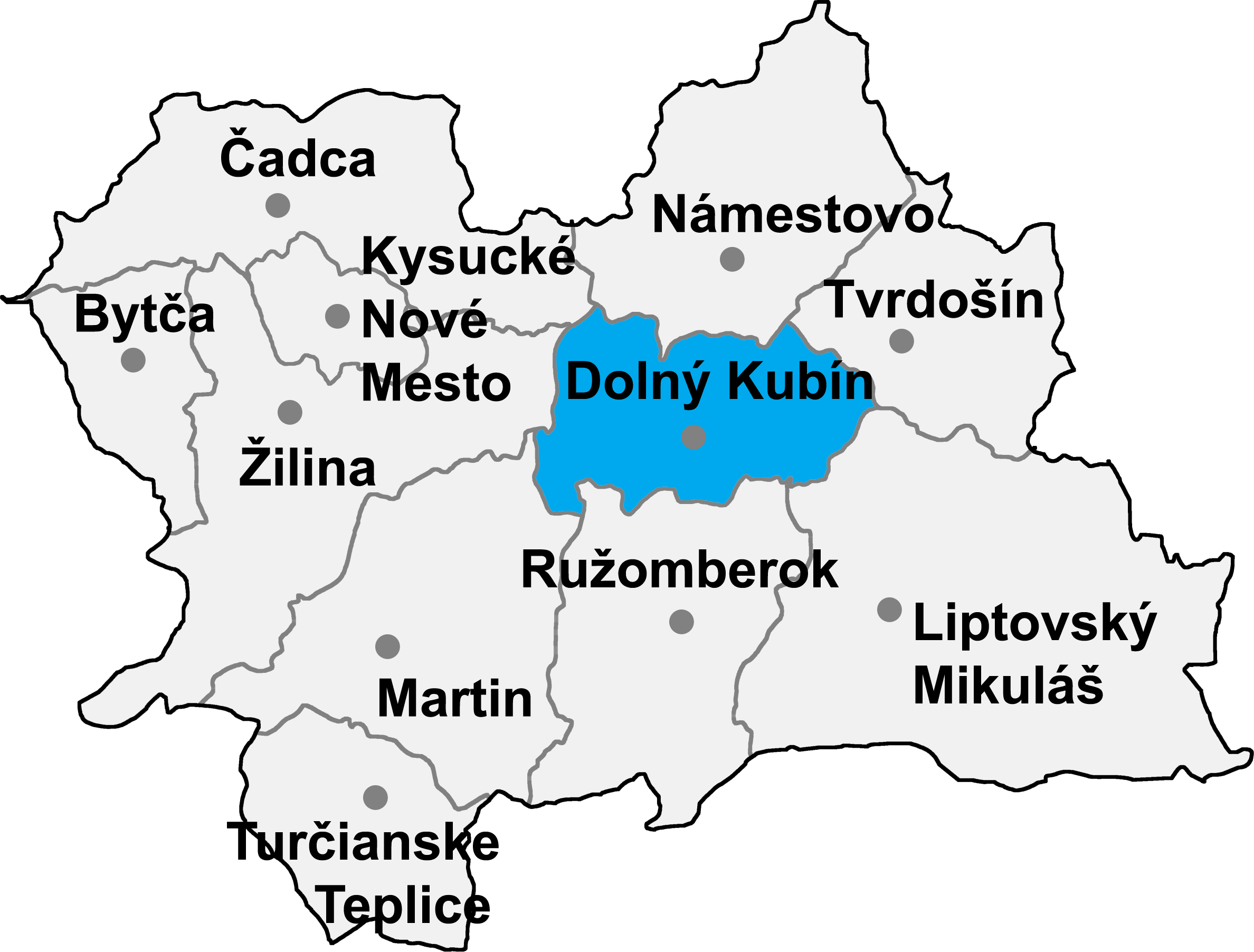

下庫賓區，是斯洛伐克的一個區，位於該國北部，由日利納州負責管轄，面積490平方公里，2001年該區人口39,364，人口密度為每平方公里80人。